# Боркхаузен, Мориц Балтазар
Мо́риц Балтаза́р Боркха́узен (нем. Moritz Balthasar Borkhausen; 3 декабря 1760 — 30 ноября 1806) — немецкий натуралист, лесовод.
Образование получил в университете Гиссена, где изучал юриспруденцию и другие общественные науки. Одновременно Боркхаузен увлёкся естественными науками.

## Научные работы
- «Naturgeschichte der europäischen Schmetterlinge nach systematischer Ordnung» Frankfurt 1788-1794 (Описание и систематика европейских бабочек)
- «Versuch einer Erklärung der zoologischen Terminologie» Frankfurt 1790 (Объяснение зоологической терминологии)
- «Versuch einer forstbotanischen Beschreibung der in den Hessen-Darmstädtischen Landen im Freien wachsenden Holzarten» Frankfurt 1790 (Описание лесов, произрастающих в Гессене)
- «Tentamen dispositionis plantarum Germaniae seminiferarum secundum novum methodum a staminum situ et proportione», 1792
- «Deutsche Fauna», 1798
- «Botanisches Wörterbuch» Gießen 1797 (Ботанический словарь)
- «Theoretisch-praktisches Handbuch der Forstbotanik und Forsttechnologie», Gießen 1800-1803 (Теоретически-практическое руководство по ботанике леса и лесоводству)
- «Die Pflaumen» совместно с F. J. von Günderrode 1804−1808 (Сливы)
- «Deutsche Ornithologie oder Naturgeschichte aller Vögel Deutschlands» Frankfurt 1810 (Немецкая орнитология или описание всех птиц Германии)